# Ducati Apollo 1260
La Ducati Apollo 1260 è un prototipo di motocicletta realizzato, nel 1962, dalla Ducati per il mercato degli Stati Uniti.

## Il contesto
Nel 1962 Joe Berliner era l'importatore statunitense della Ducati che, grazie a piccole modifiche estetiche suggerite per adattare i modelli al mercato americano, aveva ottenuto un grande successo per la casa bolognese, fino a rappresentare oltre l'80% delle sue esportazioni.
Sul finire degli anni cinquanta, aveva fatto approntare alcuni esemplari di "Elite" in allestimento speciale, al fine di partecipare alle aste per la fornitura di moto ai vari dipartimenti di polizia. Nonostante la migliore congenialità delle moto italiane, in termini di manovrabilità e costi d'acquisto e d'uso, le amministrazioni pubbliche preferirono servirsi dei prodotti nazionali, soprattutto per l'imponenza dei veicoli che offrivano una maggiore immagine di autorevolezza. 
Deciso a infrangere il monopolio della Harley-Davidson nelle forniture di mezzi a due ruote per la polizia americana, Berliner chiese alla Ducati la realizzazione di una motocicletta adatta allo scopo. L'unica condizione posta, fu che la nuova moto superasse, per imponenza e cilindrata, l'ultimo modello della casa di Milwaukee, ovvero La "1240 Duo Glide", presentata nel 1959.
Tale richiesta comportava gravi difficoltà di industrializzazione per la Ducati che aveva iniziato a produrre motociclette da poco più di un decennio e che, fino a quel momento, si era misurata con propulsori della cilindrata massima di 200 cm³. Tuttavia, la direzione aziendale decise di cimentarsi nell'impresa.

## La moto
Fabio Taglioni, dal 1954 in Ducati, fu chiamato a progettare la moto. Il progettista di Lugo sfornò una mastodontica quattro cilindri a V di 90° di 1257 cc, cambio a quattro marce, avviamento elettrico (lo stesso della Fiat 1100, come il resto dell'impianto elettrico), trasmissione finale a catena e telaio misto in tubi ed elementi scatolati. Due i modelli previsti: uno per la polizia, con motore da 80 CV, e uno sportivo con propulsore potenziato a 100 CV.
La moto, battezzata Apollo, fu consegnata a Joe Berliner nel 1963. Emersero subito gravi problemi di stabilità, dovuti agli pneumatici in produzione all'epoca, risultati troppo cedevoli per le sollecitazioni causate dalla potenza e dal peso. Si provò a rimediare depotenziando il motore a 65 CV senza risultati apprezzabili. Nel frattempo venne comunicato il prezzo indicativo per il mercato USA di 1 300 Dollari, pari a circa 1 milione di Lire.
Alla Fiera di Daytona 1965 fu presentata una versione rivisitata della Apollo, con alcuni particolari differenti rispetto alla versione originaria (clacson, manubrio e rivestimento della sella), dopodiché sulla moto calò il silenzio.
La Apollo, rimasta esemplare unico, è conservata in una collezione giapponese.